# The Grand Babylon Hotel
The Grand Babylon Hotel  è un film muto del 1916 prodotto e diretto da Frank Wilson.

## Trama
La figlia di un milionario americano salva un principe ruritano dai suoi rapitori.

## Produzione
Il film fu prodotto dalla Hepworth.

## Distribuzione
Distribuito dalla Shaftesbury, il film uscì nelle sale cinematografiche britanniche nell'agosto 1916.
Fu distrutto nel 1924 dallo stesso produttore, Cecil M. Hepworth. Fallito, in gravissime difficoltà finanziarie, Hepworth pensò in questo modo di poter almeno recuperare il nitrato d'argento della pellicola.